# James Last
James Last, pseudonimo di Hans Last (Brema, 17 aprile 1929 – Palm Beach, 9 giugno 2015), è stato un musicista, compositore, direttore d'orchestra e bandleader tedesco. Autore di numerose musiche per il cinema, è stato anche arrangiatore e produttore discografico. Spesso si è esibito in duo, nelle sessioni di registrazione e dal vivo, con il pianista Richard Clayderman.

## Biografia
Hans Last nacque in Trinidadstraße 9 a Brema-Sebaldsbrück, poi il 30 settembre 1931 la famiglia si spostò in Helmholtzstraße 33 (secondo l'anagrafe di Brema 1928-1933, dal padre Louis Last). Il padre Louis Last (1889-1971) fu un pescatore e poi dipendente della Bremer Stadtwerken. Ebbe tre figli con la prima moglie, Bernhard, Fred e Minna. La passione sua grande fu la musica; suonò la Bandoneon e la batteria.La madre Martha Last (nata Rex) (1896-1977) ebbe anche i figli Robert, Werner oltre a Hans.
Tutti musicisti Robert e Werner, suonarono rispettivamente la batteria e il trombone. In casa Last c'era anche una pianola. Last poi studiò pianoforte; in età adolescenziale è passato poi a studiare il contrabbasso. A quattordici anni si è iscritto a Bückeburg (Schaumburg-Lippe) alla Scuola militare di musica della Wehrmacht. Nel 1946, caduto il nazismo e terminata la seconda guerra mondiale, è entrato a far parte dell'organico dell'orchestra radiofonica di Brema "Hans-Gunther Österreich". Due anni dopo, nel 1948, ha assunto la guida del Last-Becker Ensemble, rimasto in attività per sette anni. In questo periodo, Last è stato votato per tre anni consecutivi, dal 1950 al 1952, come migliore contrabbassista tedesco in àmbito jazz.
Una volta sciolto il Last-Becker Ensemble, Last è diventato arrangiatore per la Polydor Records, lavorando contestualmente, sempre come arrangiatore, per diverse stazioni radio europee e per artisti di fama internazionale come Helmut Zacharias, Freddy Quinn, Ditta Zusa Einzinger Lolita, Alfred Hause, Astrud Gilberto, Heinz Rühmann e Caterina Valente.

### Carriera

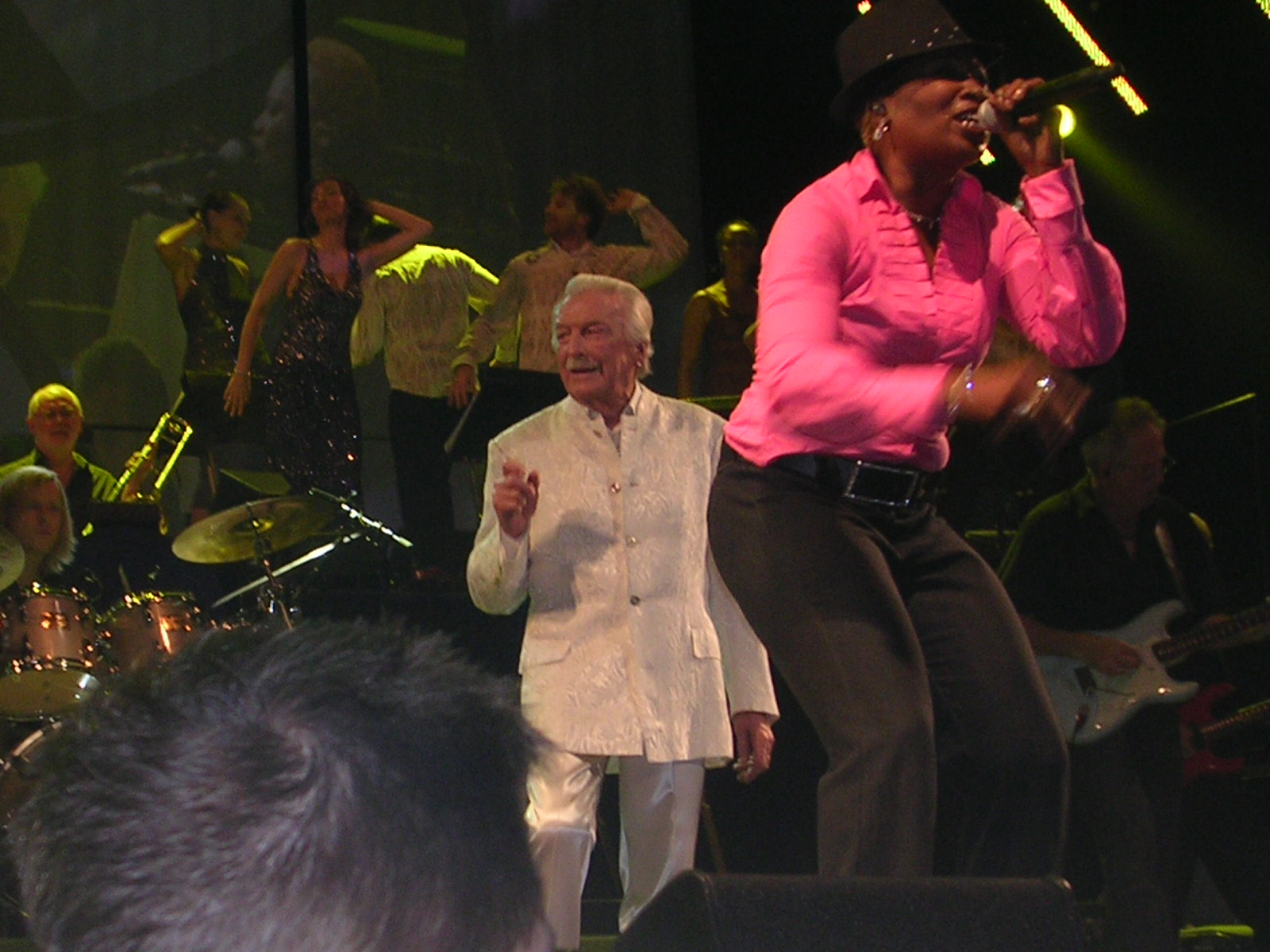
James Last (al centro) durante un'esibizione a Colonia nel 2009

Last ha iniziato a produrre dischi intorno al 1963. Da allora e per tutti i primi anni settanta ha pubblicato una serie di nove album chiamata Classics Up To Date, contenente melodie classiche arrangiate per orchestra e con uso di violini arricchiti da una ritmica sostenuta e da cori a bocca chiusa. Il successo di vendita di tali dischi lo ha fatto diventare uno dei personaggi più popolari della musica internazionale (ha venduto oltre 100 milioni di dischi con una cinquantina di album ai primi posti delle classifiche di vendita fra il 1967 ed il 1986 nella sola Inghilterra).
In carriera, Last ha inciso oltre centonovanta dischi, inclusi parecchi album della collezione Non-Stop Dancing. In tali registrazioni, il compositore/arrangiatore ha variato la formula musicale passando attraverso culture e generi musicali di paesi differenti e avvicinando artisti di valore internazionale, come i citati Richard Clayderman e Astrud Gilberto.
Di rilievo è anche la sua produzione per il cinema e la televisione, per la quale ha curato le musiche di artisti quali ABBA e Lynsey de Paul. Per il grande schermo figurano fra l'altro i brani The Seduction, tema dal film American Gigolò (1980) composto da Giorgio Moroder ed eseguito da Last e Biscaya, contenuto nell'album omonimo, oltre al famoso brano The Lonely Shepherd (Einsamer Hirte), da lui composto, eseguito con Zamfir, contenuta nella colonna sonora di Kill Bill Vol. 1 di Quentin Tarantino.

## Repertorio

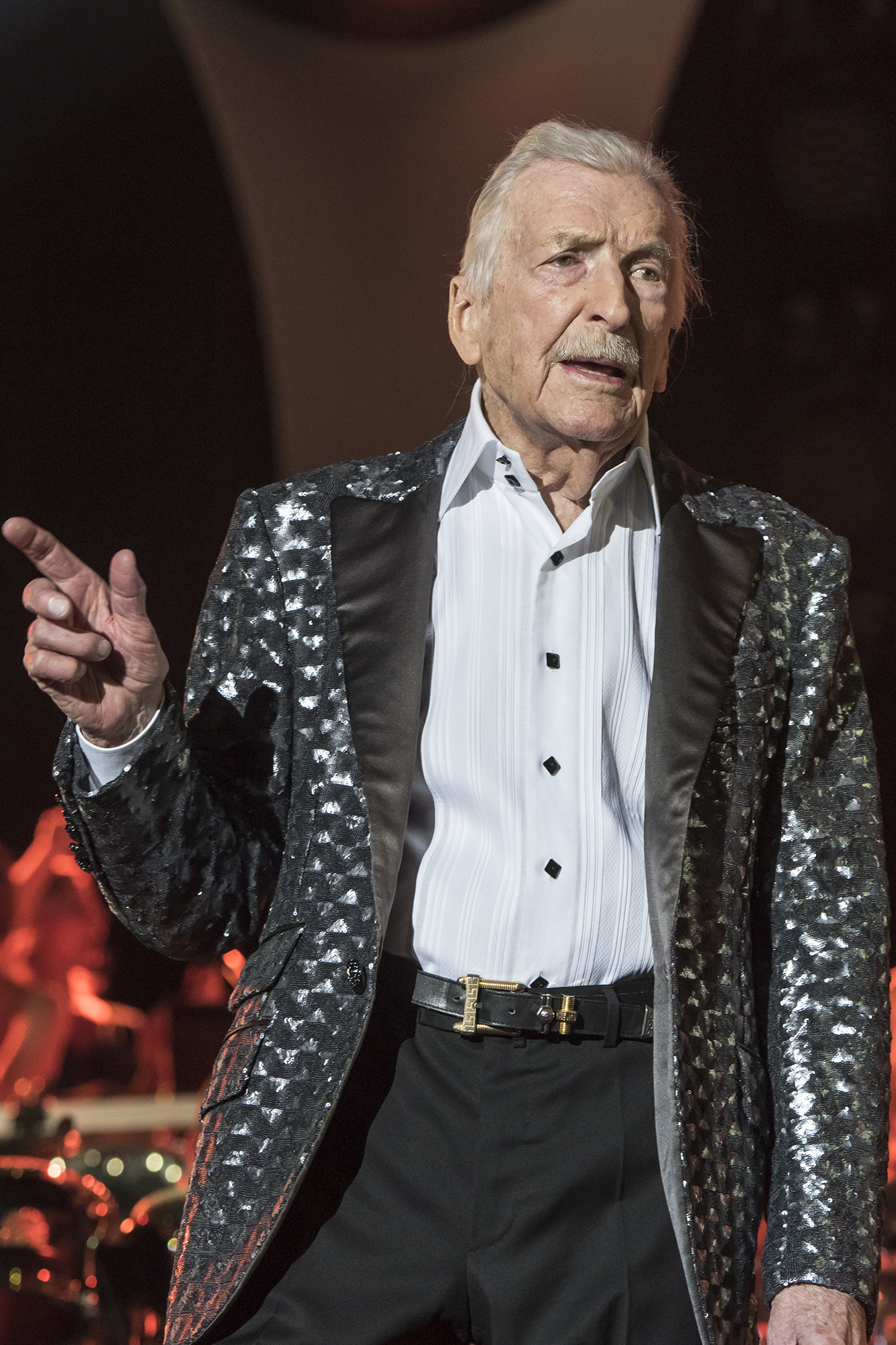
James Last nell'aprile 2015

Il suo repertorio, gran parte del quale eseguito alla guida della James Last Orchestra, comprende tanto standard ed evergreen come La Cucaracha, Moon River, Jezebel, Somewhere Over the Rainbow, Singin' in the Rain, quanto brani di musica pop, folk (The House of the Rising Sun) e jazz oltre a composizioni di classica (ad esempio i Carmina Burana di Carl Orff o la Romanza n. 2 op. 50 in fa maggiore di Ludwig van Beethoven) arrangiati secondo sonorità moderne di stile crossover o crossover classico.
Ha all'attivo una vasta produzione discografica ed è uno degli autori e musicisti i cui dischi sono stati fra quelli maggiormente venduti (ovvero in milioni di copie su scala internazionale).
Il suo nome è legato a una registrazione, inclusa nell'album In Concert (1971), del secondo movimento del Concerto per pianoforte e orchestra n. 21 K 467 di Wolfgang Amadeus Mozart, conosciuto come Theme from "Elvira Madigan".
Nel 1976 la rivista Billboard gli ha assegnato il premio Star of the Year mentre nel 1994 ha ricevuto come riconoscimento il premio Echo.
Il brano Einsamer Hirte con Gheorghe Zamfir arriva in quinta posizione nei Paesi Bassi ed in settima nelle Fiandre in Belgio nel 1979 e Biscaya in sesta posizione nei Paesi Bassi ed in terza nelle Fiandre nel 1982.
Era sposato e padre di un maschio e viveva dividendosi fra la Florida e la Germania.

## Discografia e collaborazioni
Last ha collaborato in carriera con un numero rilevante di musicisti e cantanti di valenza internazionale. Oltre ai citati Richard Clayderman e Freddy Quinn, si ricordano qui: Milva, Benny Bendorff, René Kollo, Wencke Myhre, Helmut Zacharias, Orietta Berti, Edward Simoni, Herbert Grönemeyer, Tom Jones, Hayley Westenra, Luciano Pavarotti, Xavier Naidoo, Rosanna Rocci, Nina Hagen, Till Broenner. Ha onorato con la sua musica il talento e la memoria di Elvis Presley.
Produzioni di James Last (anche come Hans Last, Orlando and James Last):

### Anni 1960
- Die gab's nur einmal (1964)
- Musikalische Liebesträume (1965)
- Continental Tango (1965)
- Non Stop Dancing '65 (1965)
- Hammond A Go Go (1965)
- Non Stop Dancing '66 (1965)
- Beat In Sweet (1965)
- Ännchen von Tharau bittet zum Tanz (1966)
- Trumpet A Go Go (1966) - decima posizione in Olanda
- Hammond A Go Go Vol.2 (1966)
- Instrumentals Forever (1966)
- Classics Up To Date (1966)
- Non Stop Dancing '66/II (1966)
- Christmas Dancing (1966)
- Sax A Go Go (1967)
- Non Stop Dancing '67 (1967)
- That's Life (1967)
- Games That Lovers Play (1967)
- Non Stop Dancing '67/2 (1967) - ottava posizione in Germania
- Trumpet A Go Go Vol. 2 (1967)
- James Last Presents George Walker (1967)
- Piano A Go Go (1968)
- Guitar A Go Go (1968)
- Humba Humba A Go Go (1968)
- Non Stop Dancing '68 (1968) - quarta posizione in Germania
- Freddy Live (1968) (live-concert)
- Trumpet A Go Go 3 (1968)
- Non Stop Dancing 7 (1968)
- Rock Around With Me! (1968)
- Käpt'n James bittet zum Tanz (1968)
- Sekai Wa Futari No Tameni (1968) (solo in Giappone)
- Die Dreigroschenoper (1968) (3 LP-box)
- Non Stop Dancing 8 (1969)
- Hammond a gogo 3 (1969)
- Op klompen (1969) - prima posizione in Olanda per 20 settimane
- Ännchen von Tharau bittet zum Tanz 2 (1969)
- Hair (1969)
- Non Stop Dancing 9 (1969)
- Wenn suess das Mondlicht auf den Huegeln schlaeft (1969)
- Happy Lehar (1969)
- Non Stop Evergreens (1969)
- Classics Up To Dat Vol.2 (1969)
- Onders moeders paraplu (1969) - nona posizione in Olanda

### Anni 1970
- Golden Non Stop Dancing 10 (1970) (jubilee-edition LP-Box) - prima posizione in Germania, ottava in Olanda e decima in Norvegia
- Around The World (1970) (3 LP-Box)
- Beachparty (1970) - quinta posizione in Germania
- America Album (1970) (promo-edition - distribuzione non ufficiale)
- With Compliments (1970)
- Non Stop Dancing 11 (1970) - prima posizione in Germania
- Käpt'n James bittet zum Tanz - Vol. 2 (1971)
- In Scandinavia (1971)
- Happyning (1971)
- Non Stop Dancing 12 (1971)
- Last Of Old England (1971)
- Beachparty 2 (1971) - sesta posizione in Germania
- Non Stop Dancing 1972 (1971) (Non Stop Dancing 13) - prima posizione in Germania
- Polka Party (1971)
- In Concert (1971)
- Voodoo Party (1971)
- Wenn die Elisabeth mit ... James Last (1972)
- Non Stop Dancing 1972/2 (1972)
- Love Must Be The Reason (1972)
- Beachparty 3 (1972) - quarta posizione in Germania
- Russland zwischen Tag und Nacht (1972)
- Polka Party II (1972)
- Non Stop Dancing 1973 (1972)
- Classics (1973)
- Sing mit (1973)
- Happy Hammond (1973)
- Non Stop Dancing 1973/2 (1973)
- Beachparty 4 (1973)
- Weihnachten & James Last (1973)
- Käpt'n James auf allen Meeren (1973)
- Non Stop Dancing 1974 (1973)
- Sing mit 2 (1974)
- In Wien beim Wein (1974)
- James Last Live (1974) (due LP-album)
- Non Stop Dancing 1974/2 (1974)
- Beachparty 5 (1974)
- Polka Party 3 (1974)
- Violins In Love (1974)
- Classics Up To Date 3 (1974)
- Sing mit 3 (1975)
- Non Stop Dancing 20 (jubilee-edition) (1975) ("Non Stop Dancing '65" nuova registrazione) - quinta posizione in Germania Ovest ed Austria
- In The Mood For Trumpets (1975)
- Well Kept Secret (1975)
- Tulpen uit Amsterdam (1975) - seconda posizione in Olanda
- Rock Me Gently (1975) (solo per Inghilterra e Canada)
- Beachparty 6 (1975)
- Non Stop Dancing 1976 (1975)
- Stars im Zeichen eines guten Sterns (1975)
- Sing mit 4 (1976)
- Freut Euch des Lebens (1976)
- Happy Summer Night (1976)
- Non Stop Dancing 1976/2 (1976)
- Happy Marching (1976)
- Classics Up To Date 4 (1976)
- Non Stop Dancing 1977 (1976)
- Sing mit 5 (1976)
- James Last spielt Robert Stolz (1977) - prima posizione in Germania Ovest e quinta in Austria
- Non Stop Dancing 1977/2 (1977)
- Western Party And Square Dance (1977)
- Russland Erinnerungen (1977) - terza posizione in Olanda
- Sing mit 6 – von Hamburg bis Mexico (1977)
- Non Stop Dancing 78 – Folge 25 (1978)
- Live In London (1978) - ottava posizione in Nuova Zelanda
- World Hits (1978)
- Classics Up To Date 5 (1978)
- New Non Stop Dancing '79 (1978)
- Und Jetzt Alle (1978) Polydor - prima posizione in Germania Ovest e sesta in Austria
- Copacabana – Happy Dancing (1979)
- James Last And The Rolling Trinity (1979)
- Non Stop Hansi (1979) (per il cinquantesimo compleanno, non in vendita)
- Hereinspaziert zur Polka Party (1979)
- Paintings (1979) (Only in Japan)
- Ein festliches Konzert zur Weihnachtszeit (1979)
- The Non Stop Dancing Sound Of The 80's (1979)
- Träum Was Schönes (1979) - prima posizione in Germania Ovest ed in Austria per due settimane

### Anni 1980
- Sing mit 7 – Die Party für das ganze Jahr (1980)
- Romantische Träume (1980)
- Seduction (1980)
- Caribbean Nights (1980)
- Non Stop Dancing '81 (1980)
- Rosen aus dem Süden (1980)
- Die schönsten Melodien der letzten 100 Jahre (1980)
- Happy Summer Party (1980) Polydor - seconda posizione in Olanda
- Sluit Je Ogen... En Laat Je Verwennen (1981) Polydor - settima posizione in Olanda
- Schließ die Augen, laß dich verwöhnen (1981) Polydor - prima posizione in Austria e sesta in Germania Ovest
- Sing mit 8 … und ab geht die Feuerwehr! (1981)
- Ännchen von Tharau bittet zum Träumen (1981)
- Tango (1981)
- Hansimania (1981)
- Non Stop Dancing '82 – Hits Around The World (1982)
- Sing mit 9 – Lass' die Puppen tanzen (1982)
- Jahrhundertmelodien (1982)
- Biscaya (1982) - settima posizione in Olanda
- Nimm mich mit, Käpt'n James, auf die Reise ... (1982) - seconda posizione in Germania Ovest e terza in Austria
- Paradiesvogel (1982)
- Sing mit 10 – Wir wollen Spass! (1982)
- Non Stop Dancing '83 – Party Power (1983)
- Erinnerungen (1983)
- James Last spielt die grössten Songs von The Beatles (1983)
- The Rose Of Tralee (1983)
- Superlast (1983)
- Classics Up To Date Vol.6 (1984)
- James Last im Allgäu (In The Alps) (1984)
- Paradiso (1984)
- James Last At St. Patrick's Cathedral, Dublin (1984)
- James Last in Scotland (1984)
- Non Stop Dancing '85 (1984)
- Grenzenloses Himmelblau (1985)
- Für alle! (Leave the best to Last) (1985)
- Viva Vivaldi (1985)
- Swing mit (1985)
- Deutsche Vita (1986)
- In Ireland (1986)
- Plus (James Last & Astrud Gilberto) (1986)
- Traumschiff-Melodien (1986)
- Alles hat ein Ende nur die Wurst hat zwei (1987)
- James Last in Holland (1987) - seconda posizione in Olanda
- James Last spielt Bach (1987)
- The Berlin-Concert '87 (1987)
- Lorentz e figli (1988)
- Flute Fiesta (James Last & Berdien Stenberg) (1988) - quinta posizione in Olanda
- Dance, Dance, Dance (1988)
- James Last spielt Mozart (1988)
- Happy Heart (1989)
- Wir spielen wieder Polka (1989)
- Lieder (James Last & René Kollo) (1989)
- Zilver - Het Beste Uit 25 Jaar (1989) Polydor - nona posizione in Olanda

### Anni 1990
- Classics By Moonlight (1990)
- James Last in Holland 2 (1990) - quarta posizione in Olanda
- Traummelodien (James Last & Richard Clayderman) (1990)
- Pop Symphonies (1991)
- Serenaden (James Last & Richard Clayderman) (1991)
- Viva Espana, Spectrum (1992)
- James Last in Holland 3 (1992)
- Frieden (Peace) (1992)
- James Last spielt Andrew Lloyd Webber (1993)
- Christmas Eve (James Last & Engelbert) (1994)
- Dein ist mein ganzes Herz (James Last & Milva) (1994)
- In Harmony (James Last & Richard Clayderman) (1995)
- Beach Party '95 (1995)
- My Soul – Best of Motown (1995)
- Classics From Russia (1996)
- Macarena (1996)
- Pop Symphonies 2 (1997)
- Classics Up To Date 8 (1998)
- Country Roads (1998)
- The Best of Live on Tour (1998)
- James Last & Friends (1998)
- Auf Last geht's los, James Last and His Orchestra - 1998 Universal - seconda posizione in Germania e terza in Austria
- Happy Birthday (1999)
- Concerts (1999)

### Anni 2000
- Gentleman Of Music (2000)
- Ocean Drive (2001)
- James Last Plays ABBA (2001)
- A World Of Music (2002)
- New Party Classics (2002)
- Elements Of James Last Vol.1 (2004)
- They Call Me Hansi (2004)
- Die schönsten TV- und Filmmelodien (2006)
- Live in Europe 2004 (2006) GK - quarta posizione in Danimarca
- Warum Männer nicht zuhören und Frauen schlecht einparken (colonna sonora) (2007) GK
- James Last In Los Angeles (Well Kept Secret - 1975) (2008) GK
- James Last - Live At The Royal Albert Hall (Released as 1 CD-edition and 2 CD-edition) (2008) GK
- James Last: 80 Greatest Hits - 2010 Universal - seconda posizione in Nuova Zelanda
- James Last - The Complete Collection - 2011 Universal
- Back To Back con Bert Kaempfert - 2011 Universal - quarta posizione nelle Fiandre in Belgio